# عبد الملك المصمودي
أبو مروان عبد الملك المصمودي أحد رواة الحديث، وقاضي مراكش في عهد دولة المرابطين، عيَّنَه أمير المسلمين يوسف بن تاشفين. توفي شهيدًا في معركة الزلاقة في 12 رجب 479 هـ الموافق 23 أكتوبر 1086.

## رواية الحديث
روى عبد الملك المصمودي حديثين مرفوعين:
- حدثنا عبد الله بن مسلمة بن قعنب القعنبي، حدثنا عبد العزيز يعني ابن محمد، عن محمد يعني ابن عمرو، عن أبي سلمة، عن المغيرة بن شعبة أن النبي صلى الله عليه وسلم كان إذا ذهب المذهب أبعد.[3]
- حدثنا عثمان بن أبي شيبة، حدثنا إسحاق بن منصور، حدثنا محمد بن طلحة، عن حميد بن وهب، عن ابن طاوس، عن طاوس، عن ابن عباس، قال : مر على النبي صلى الله عليه وسلم رجل قد خضب بالحناء، فقال : ما أحسن هذا ؟ قال : فمر آخر قد خضب بالحناء والكتم ، فقال : هذا أحسن من هذا ، قال : فمر آخر قد خضب بالصفرة ، فقال : هذا أحسن من هذا كله.[4]